# Nadbużański Obszar Chronionego Krajobrazu (powiat hrubieszowski)
Nadbużański Obszar Chronionego Krajobrazu – obszar chronionego krajobrazu znajdujący się na terenie gmin Horodło, Mircze i Hrubieszów w powiecie hrubieszowskim w województwie lubelskim. Został utworzony 20 stycznia 1997 r. Zajmuje powierzchnię 11 970 ha.
Obszar ten obejmuje głównie ekosystemy nieleśne doliny Bugu od Kryłowa do Horodła. Dominują tu ekosystemy wodne (np. jezioro Kacapka), szuwarowe i muraw kserotermicznych.